# Giuseppe Pacieri
Giuseppe Pacieri (Trevi, 1640 ca. – Roma?, dopo 1700) è stato un compositore e organista italiano.

## Biografia
Compositore, maestro di cappella, organista, nacque a Trevi nell'Umbria (Perugia). 
Fu maestro di cappella del duomo di Rieti dal 9 maggio 1662 al 31 maggio 1663. 

Fu organista del santuario della Santa Casa di Loreto dal 1º febbraio 1670 al 6 novembre 1679. In quegli anni frequentò anche Jesi, dove collaborò con il padre oratoriano e poi vescovo Pier Matteo Petrucci, mettendo in musica i testi di alcuni suoi oratori, tra cui Il natale di Giesù, La battaglia spirituale e L'uomo infermo moribondo. 

A quell'epoca entrò in contatto con il cardinale Alderano Cybo, vescovo di Jesi fino al 1671, che nel 1679 lo assunse poi al proprio servizio. Si stabilì a Roma, dove grazie alla protezione del porporato dal 1679 al 1688 gli furono commissionate le musiche per la cantata di Natale, eseguita annualmente nel palazzo apostolico alla presenza del pontefice.

Compose la cantata spirituale Nasce al rigor, per soprano, 2 violini e continuo, probabilmente eseguita nella cappella di palazzo Borghese a Roma per la novena di Natale del 1682. Collaborò ancora alle musiche devozionali per la cappella privata dei Borghese con una cantata natalizia nel 1686 e con l'oratorio La vittoria innocente (testo Gregorio Della Rosa) eseguito nella settimana santa 1690. 

Nella quaresima del 1700 fu eseguito al Seminario Romano il suo oratorio Atalia (testo di Alessandro Pollioni).

Dopo il 1700 non si hanno più notizie di lui.
Fu autore anche di cantate profane con strumenti o con basso continuo. Nel 1681 Angelo Berardi considerava Pacieri tra i più stimati autori di cantate «concertate con vari strumenti», insieme con a Giacomo Carissimi, Luigi Rossi, Carlo Caproli, Antonio Francesco Tenaglia e altri.